# Convair B-36
Convair B-36 (Конвэр Б-36) — американский межконтинентальный стратегический бомбардировщик. Неофициальное название — «Миротворец» (англ. Peacemaker). Самый большой американский военный самолёт в истории.

## История
Разработка самолёта началась в начале 1941 года. Он предназначался для бомбардировки Германии с территории США в случае падения Англии.
К началу Холодной войны B-36 стал основой стратегических ядерных сил США, поскольку он мог, базируясь на территории американского континента, доставлять ядерные бомбы к целям на территории СССР.

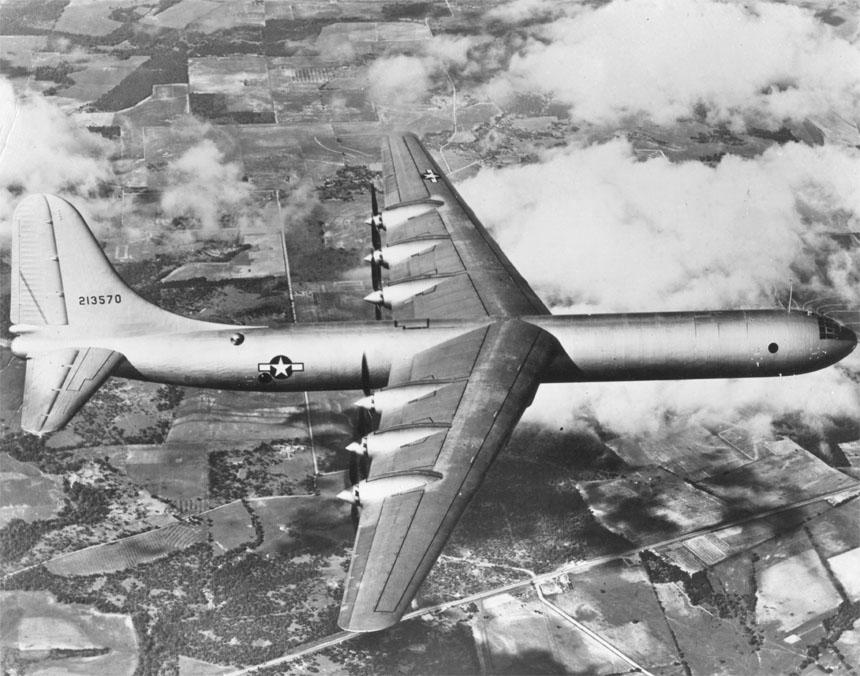
Первый полёт

B-36 имел 6 поршневых двигателей с толкающими винтами. На поздних модификациях (начиная с B-36D) дополнительно устанавливали 4 турбореактивных двигателя J47, модифицированных для работы на авиационном бензине (то есть всего на самолёте стало 10 двигателей). Эти дополнительные турбореактивные двигатели размещались в двух спаренных гондолах, очень похожих на внутренние гондолы B-47.
Двигательная система B-36 (6 винтовых и 4 реактивных двигателя) получила прозвище «Шесть вращающих,четыре пылающих» (англ. six turning, four burning). Из-за частых пожаров и общей ненадёжности эта формула, с подачи экипажей, была переделана в «Два крутятся, два горят, два дымят, два хрипят, а ещё два куда-то делись» (англ. two turning, two burning, two smoking, two choking, and two more unaccounted for).
С появлением серийных образцов B-52 к концу 1950-х годов устарелость B-36 стала очевидной, в 1954 году производство его прекратилось, а в феврале 1959 года последний самолёт был выведен из состава ВВС. Этому способствовала и относительно низкая надёжность и трудоёмкость обслуживания поршневых двигателей по сравнению с газотурбинными.

## Служба
B-36 никогда не участвовал в реальных боевых действиях, однако широко использовался как разведывательный самолёт (модификация RB-36). Его огромные размеры позволяли размещать в нём фотокамеры высокого разрешения, а большая высота полёта делала его недосягаемым для зенитной артиллерии и истребителей тех лет. Предполагают, что в 1950-х годах B-36 совершил несколько разведывательных полётов над территорией Китая и СССР.

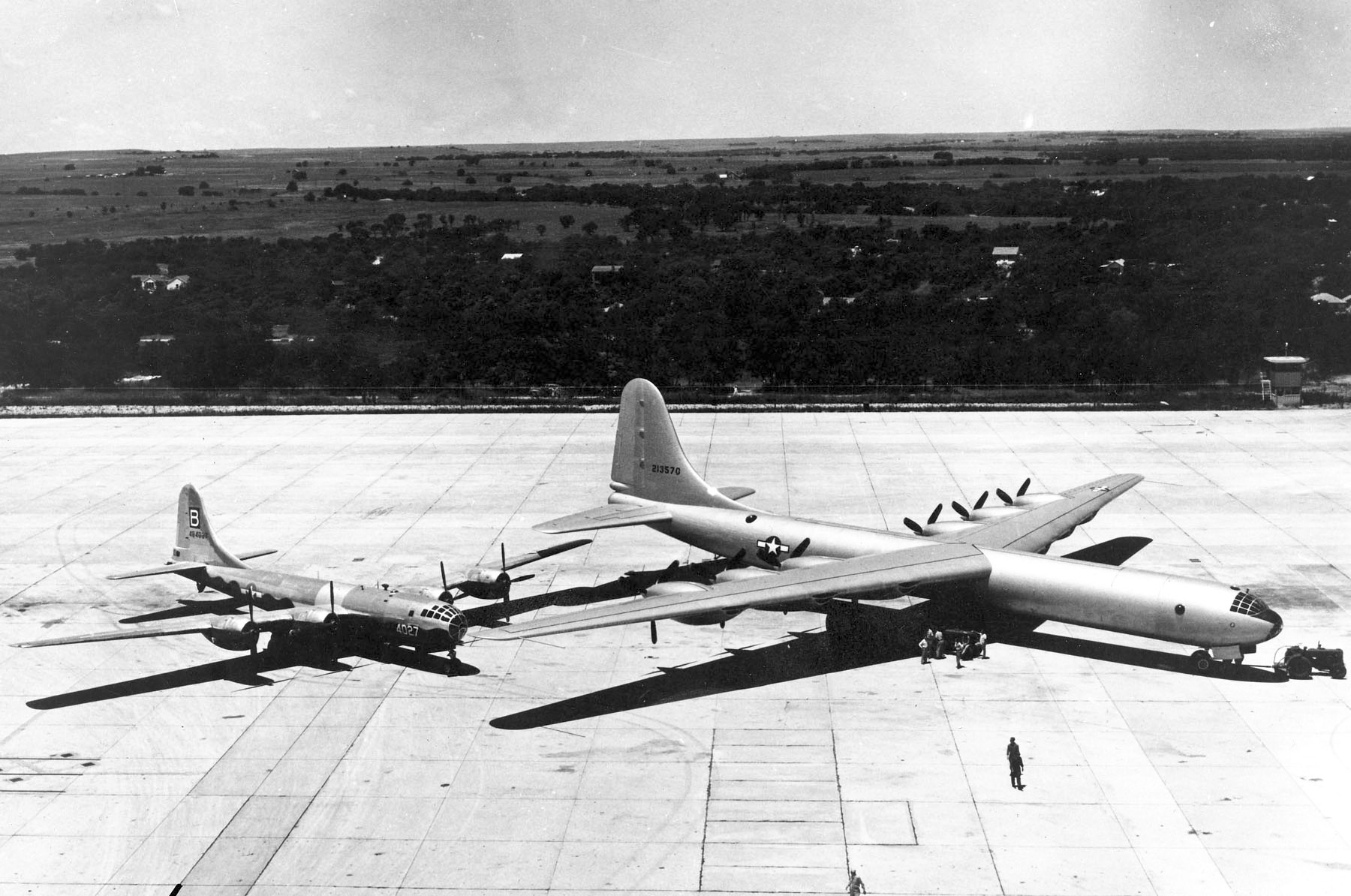
B-29 и B-36

B-36 использовался также в ряде экспериментов. Специально переоборудованный самолёт NB-36H в рамках программы по созданию атомолёта совершал полёты с работающим ядерным реактором на борту. Целью этих полётов было изучение влияния радиации на экипаж и системы самолёта. Однако работы по созданию самолётов с ядерным источником энергии не получили продолжения.
Носитель сверхтяжёлых (20 тонн) авиабомб T-12 Cloudmaker.

## Происшествия и катастрофы
Хотя B-36 имел хороший общий показатель безопасности, намного выше среднего для стратегических бомбардировщиков как класса авиационной техники и для своего времени, в общей сложности десять B-36 были вовлечены в авиационные происшествия между 1949 и 1954 годами (три B-36B, три B-36D и четыре B-36H). В общей сложности из 385 построенных 32 B-36 были списаны в результате несчастных случаев между 1949 и 1957 годами. Зачастую при аварии богатый магниевыми сплавами планер легко сгорал.
- 1 сентября 1952 года торнадо обрушился на военно-воздушную базу Карсуэлл в Форт-Уэрте, штат Техас, и повредил самолёты 7-го и 11-го бомбардировочных крыльев B-36. В катастрофе пострадало около двух третей всего действующего флота B-36 ВВС США, а также шесть самолётов, строящихся в этот момент на расположенном рядом заводе Convair в Форт-Уэрте. База была закрыта, а лётные операции перенесены на Мичем Филд. Совместными усилиями Convair и ВВС США восстановили 61 B-36 в течение двух недель и отремонтировали оставшийся 51 самолёт в течение следующих пяти недель[7]. 18 из 19 сильно повреждённых самолётов (а также шесть повреждённых и недостроенных самолётов на заводе Convair) были отремонтированы к маю 1953 года. 19-й (№ 2051) должен был быть утилизирован и использовался в качестве наземной цели ядерного полигона. Один сильно повреждённый самолёт (№ 5712) был списан и перестроен как самолёт-испытатель ядерного реактора NB-36H[7].
- 18 марта 1953 года RB-36H-25, 51-13721, сбился с курса в плохую погоду и разбился около бухты Бергойн, Ньюфаундленд, Канада (48.184352°N 53,664271°W). Бригадный генерал Ричард Эллсворт был среди 23 лётчиков, погибших в авиакатастрофе.
- B-36 были вовлечены в два инцидента, которые в США обозначаются как «Broken Arrow» («Сломанная стрела» — случайное событие, связанное с ядерным оружием, боеголовками или компонентами, которое не создаёт риска ядерной войны).
- 13 февраля 1950 года B-36 под серийным номером 44-92075 потерпел крушение в безлюдном районе Британской Колумбии, что привело к первой потере американской атомной бомбы. Во время тренировочного полёта над Тихим океаном бомбардировщика, вылетевшего с авиабазы на Аляске, три из шести двигателей самолёта загорелись неподалёку от побережья. Экипаж был вынужден сбросить находившуюся на борту бомбу и покинуть самолёт, поставленный на автопилот. Через несколько дней 12 из 17 членов экипажа были обнаружены живыми. По информации ВВС США, плутониевое ядро этой бомбы было фиктивным, свинцовым, но обычная взрывчатка в бомбе взорвалась в самолёте над океаном до того, как экипаж выпрыгнул[8]. Поиск места крушения потребовал усилий.
- 22 мая 1957 года бомбардировщик B-36 перевозил термоядерную бомбу с авиабазы «Биггс» на базу «Киртланд[англ.]» в Нью-Мексико. При подлёте к конечной точке маршрута бомба выпала из самолёта. Боеприпас упал в семи километрах от контрольно-диспетчерского пункта авиабазы «Киртланд» и всего в 500 метрах от склада ядерного оружия «Сандия». При падении сдетонировало обычное взрывчатое вещество бомбы, которое в нормальных условиях инициирует детонацию плутониевого ядра, однако ядерного взрыва не произошло. На месте падения бомбы образовалась воронка глубиной 3,7 м и диаметром 7,6 м[9].

## Модификации

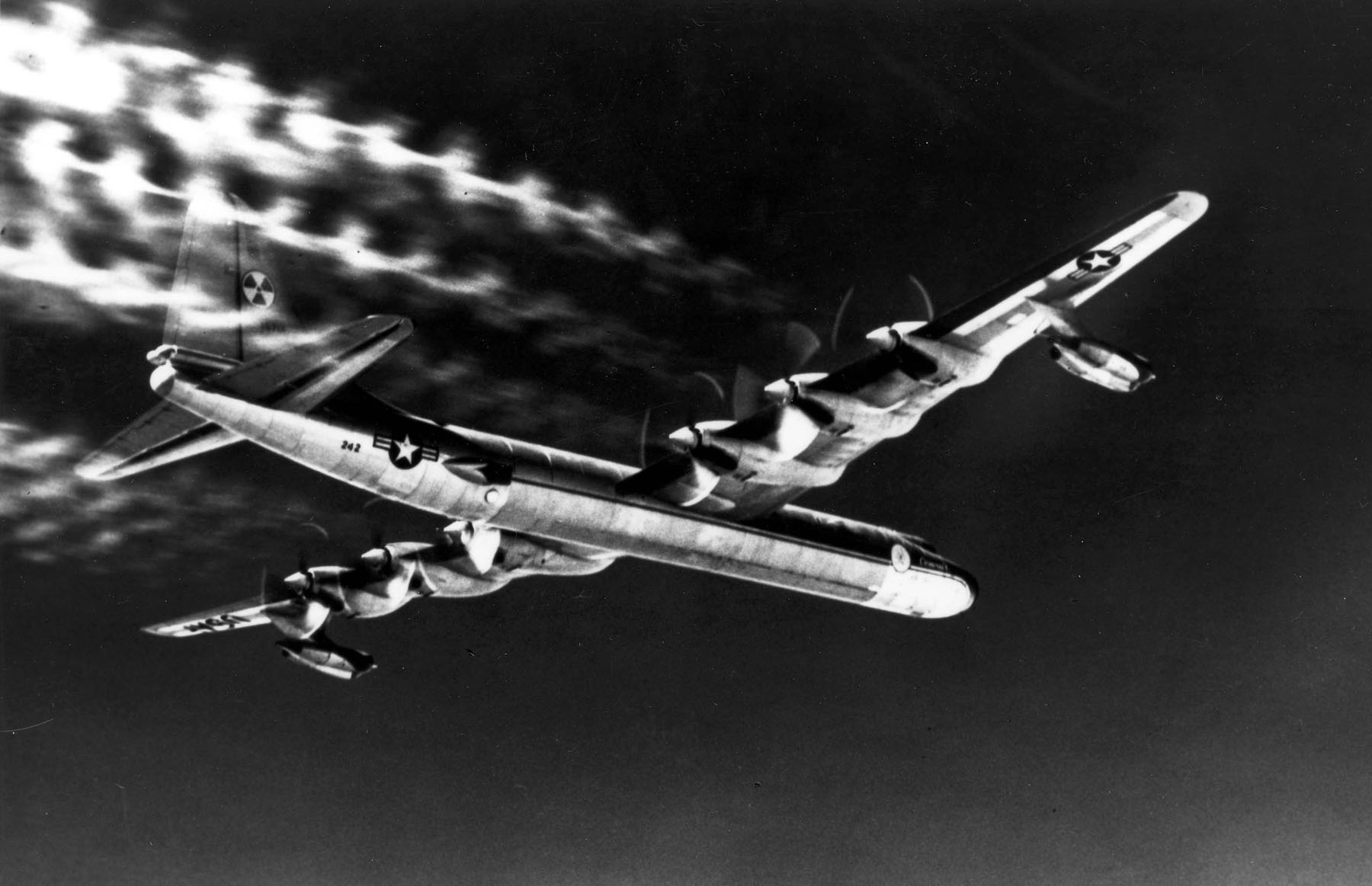
Самолёт с реактором на борту

- NB-36H (X-6) — самолёт с ядерной силовой установкой
- Convair XC-99 (1947) — экспериментальный военно-транспортный самолёт, построен 1 экземпляр (который довольно интенсивно эксплуатировался).
- Convair Model 37' — проект пассажирского самолёта на 204 места; не построено ни одного.
- Convair YB-60 (1952) — экспериментальный реактивный бомбардировщик, построен 1 экземпляр (ещё 1 был не достроен); по итогам испытаний предпочтение было отдано проекту Boeing B-52 Stratofortress
- DB-36H — самолёт-носитель крылатой ракеты GAM-63 RASCAL. В них было переоборудовано четыре серийных B-36H.

### Стратегические бомбардировщики
- XB-36 — экспериментальная машина, без вооружения. Отличалась от последующих самолётов конструкцией шасси и кабины экипажа. В 1946 году была изготовлена одна машина.
- YB-36 — второй опытный самолёт, имел бортовую РЛС и новую кабину. В 1947 году была изготовлена одна машина. После завершения испытаний YB-36 был переоборудован в RB-36E.
- YB-36A — первая машина предсерийной партии, предназначенная для проведения прочностных испытаний. Был выполнен единственный полёт с завода к месту проведения испытаний. В 1947 году был изготовлен в единственном экземпляре.
- B-36A — предсерийная партия, без вооружения, установлены новые четырёхколёсные основные стойки шасси и двигатели R-4360-25. В 1947 году было выпущено 22 самолёта.

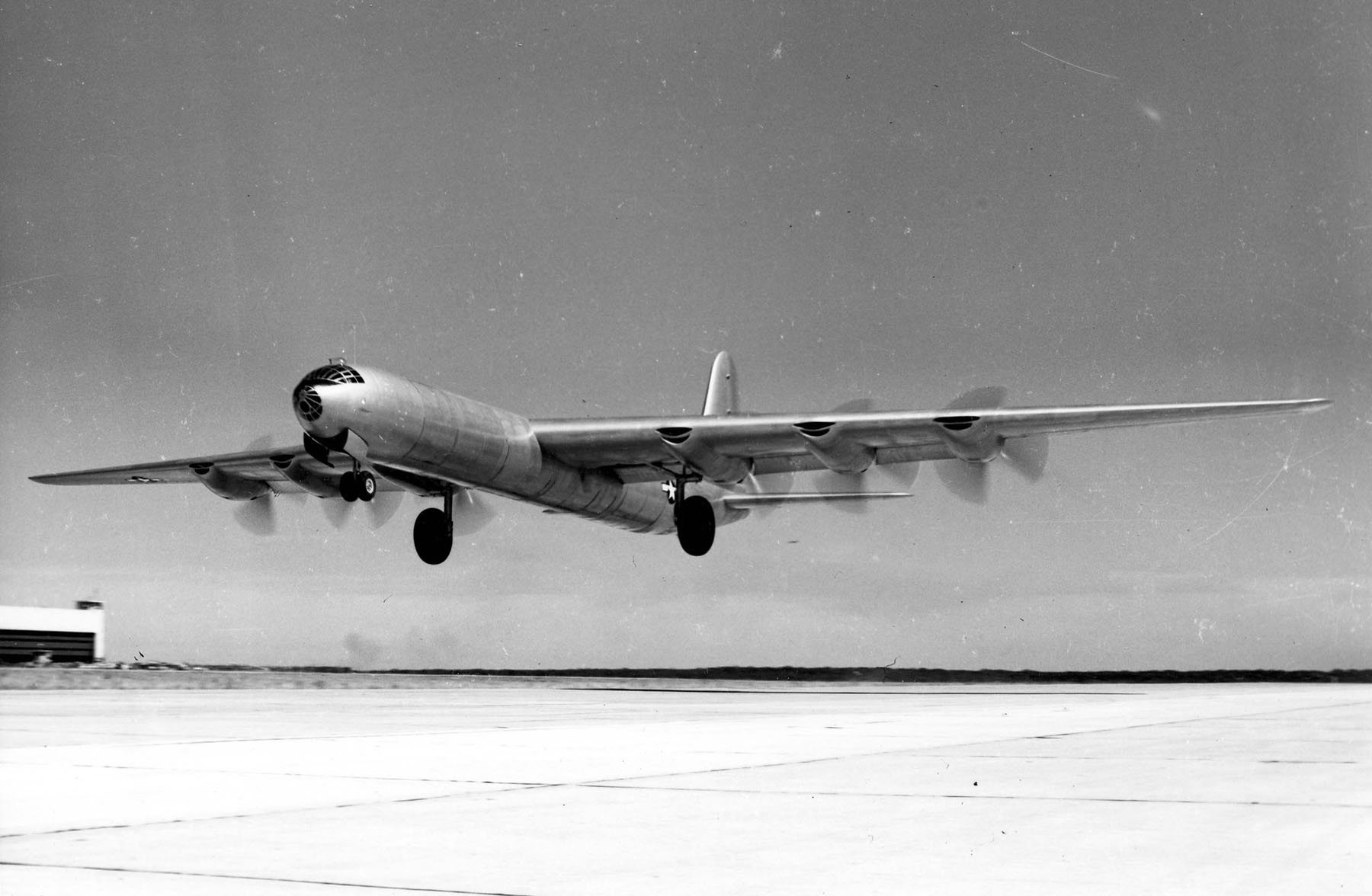
XB-36 с одноколёсными основными стойками шасси

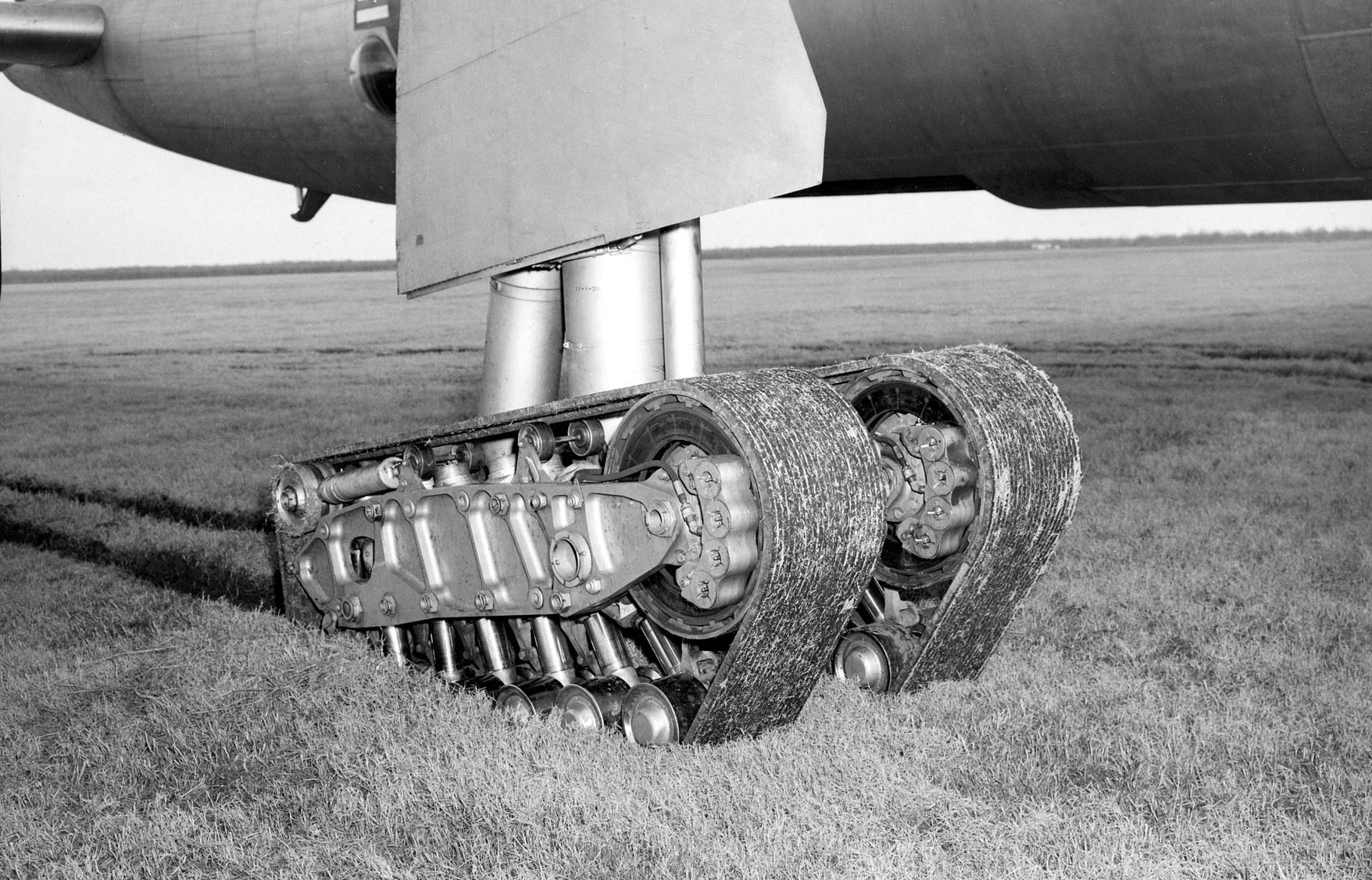
Экспериментальное гусеничное шасси для взлёта с мягкого грунта

- B-36B — первая серийная партия с полным составом вооружения. Установлены двигатели R-4360-41. В 1948 году изготовлено 73 машины, впоследствии 64 из них были модернизированы до уровня B-36D.
- B-36C — нереализованный проект с двигателями R-4360-25 и тянущими винтами.
- B-36D — установлено четыре дополнительных ТРД J47-GE-19. В 1949 году построено 22 машины, в 1954 году модернизированы в соответствии со спецификацией III и получили название B-36D-III.
- B-36F — установлены двигатели R-4360-53, новая бомбардировочная РЛС K-3A и кормовая прицельная РЛС AN/APG32. В 1950 году изготовлено 34 самолёта, в 1954 г. модернизированы в соответствии со спецификацией III и получили название B-36F-III.
- B-36H — установлена прицельная бомбардировочная система модернизированная по программе Blue square. В 1951 году изготовлено 83 машины, в 1954 модернизированы в соответствии со спецификацией III и получили название B-36H-III. Четыре самолёта переоборудованы в DB-36H носители крылатых ракет GAM-63 «Раскл».
- B-36J — модификация с дополнительными топливными баками и усиленным шасси. В 1953 году изготовлено 19 самолётов в 1954 году все машины модернизированы в соответствии со спецификацией III и получили обозначение B-36J-III.
- B-36J-III — самолёты, изготовленные в соответствии со спецификацией III, в 1954 году выпущено 14 машин.

### Стратегические разведчики
- RB-36D — на месте бомбового отсека № 1 имел герметичный отсек, в котором располагалось 14 различных фотокамер для плановой и перспективной съёмки и помещение для проявки фотоплёнок и предварительного анализа разведданных. Отсек № 2 мог размещать 80 осветительных бомб, для проведения ночной фотосъёмки. В отсеке № 3 мог размещаться дополнительный топливный бак на 11350 литров бензина. Отсек № 4 был заполнен оборудованием для электронной разведки. В зависимости от полётного задания численность экипажа варьировалась от 19 до 22 человек. Всего было построено 17 RB-36D, и 7 было переоборудовано из B-36B. В дальнейшем 11 RB-36D были модернизированы по спецификации III. В середине 1950-х годов 10 разведчиков переоборудовали в носители RF-84K по проекту FICON.
- RB-36E
- RB-36F — мог применяться в качестве бомбардировщика. В первой части бомбоотсека имелся герметичный отсек с разведоборудованием, остальная его часть позволяла подвешивать бомбы. Экипаж составлял 19—22 человека. Было изготовлено 24 самолёта, один из них был переделан по спецификации III.
- RB-36H

## Тактико-технические характеристики (B-36J-III)

### Технические характеристики
- Экипаж: 9 человек
- Длина: 49,4 м
- Размах крыла: 70,1 м
- Высота: 13 300 м
- Площадь крыла: 443,3 м²
- Профиль крыла: NACA 63(420)-422 корень крыла, NACA 63(420)-517 законцовка крыла
- Масса пустого: 77 580 кг
- Масса снаряжённого: 120 700 кг
- Максимальная взлётная масса: 190 000 кг
- Двигатели:
  - 6 поршневых звездообразных (4 звезды по 7 цилиндров в каждой, всего 28 цилиндров) Pratt & Whitney R-4360-53 Wasp Major по 3800 л. с. (2500 кВт) каждый
  - 4 турбореактивных General Electric J47, по 23 кН каждый

### Лётные характеристики
- Максимальная скорость: 685 км/ч (с включёнными турбореактивными двигателями)
- Крейсерская скорость: 380 км/ч (с выключенными турбореактивными двигателями)
- Дальность: 11 000 км с полезной нагрузкой 4535 кг
- Перегоночная дальность: 16 000 км
- Практический потолок: 13 300 м
- Скороподъёмность: 9,75 м/с
- Нагрузка на крыло: 272,3 кг/м²
- Тяговооружённость:
  - поршневые двигатели: 120 Вт/кг
  - реактивные двигатели: 0,078
- Аэродинамическое качество: 20,2[10]

### Вооружение
- Пушечное вооружение: 16×20 мм пушки M24A1
- Бомбовая нагрузка: 39 010 кг